# Кешлак-е Кіюджік
Кешлак-е Кіюджік (перс. قشلاق قيوجيك) — село в Ірані, у дегестані Нур-Алі-Бейк, у Центральному бахші, шагрестані Саве остану Марказі. За даними перепису 2006 року, його населення становило 118 осіб, що проживали у складі 21 сім'ї.

## Клімат
Середня річна температура становить 16,37 °C, середня максимальна – 34,37 °C, а середня мінімальна – -5,67 °C. Середня річна кількість опадів – 258 мм.
| Клімат поселення                              | Клімат поселення | Клімат поселення | Клімат поселення | Клімат поселення | Клімат поселення | Клімат поселення | Клімат поселення | Клімат поселення | Клімат поселення | Клімат поселення | Клімат поселення | Клімат поселення | Клімат поселення |
| Показник                                      | Січ.             | Лют.             | Бер.             | Квіт.            | Трав.            | Черв.            | Лип.             | Серп.            | Вер.             | Жовт.            | Лист.            | Груд.            |                  |
| Середній максимум, °C                         | 10,98            | 13,74            | 18,22            | 24,70            | 29,78            | 34,35            | 34,37            | 33,34            | 29,85            | 23,91            | 17,55            | 10,98            |                  |
| Середня температура, °C                       | 2,66             | 5,41             | 9,88             | 16,38            | 21,46            | 26,02            | 28,48            | 27,44            | 23,94            | 18,02            | 11,66            | 5,09             |                  |
| Середній мінімум, °C                          | −5,67            | −2,92            | 1,55             | 8,04             | 13,13            | 17,68            | 22,60            | 21,57            | 18,06            | 12,13            | 5,76             | −0,78            |                  |
| Норма опадів, мм                              | 38               | 36               | 45               | 32               | 23               | 3                | 1                | 1                | 1                | 14               | 25               | 39               |                  |
| Середньомісячна швидкість вітру, м/с          | 1.72             | 2.14             | 2.96             | 3.14             | 2.93             | 2.79             | 2.96             | 2.86             | 2.48             | 2.34             | 1.96             | 1.64             |                  |
| Середньомісячна сонячна радіація, кДж/м²·день | 9040             | 11987            | 14489            | 18110            | 22109            | 26285            | 25787            | 23525            | 20148            | 14830            | 10839            | 8733             |                  |
| --------------------------------------------- | ---------------- | ---------------- | ---------------- | ---------------- | ---------------- | ---------------- | ---------------- | ---------------- | ---------------- | ---------------- | ---------------- | ---------------- | ---------------- |
| Джерело:                                      |                  |                  |                  |                  |                  |                  |                  |                  |                  |                  |                  |                  |                  |